# Збіґнєв із Щижиця
Збіґнєв із Щижиця гербу Дружина (пом. 16 грудня 1356) — польський римсько-католицький і державний діяч; підканцлер краківський (1316–1320), канцлер сєрадзький (1321–1327), краківський (королівський, 1328–1356); декан краківський.

## Життєпис
Народився, імовірно, наприкінці XIII століття у Щижиці чи його околицях, у малозначній малопольській родині Шренявитів-Дружинів. Все життя Збіґнєв підписувався «de Scziricz» (зі Щижиця). Імовірно, освіту здобув у краківській катедральній школі та в одному з закордонних університетів.

### Політична кар'єра
13 вересня 1314 року згадується у князівському документі як нотаріус (писар) Владислава I Локетка. Наступного 1315 року він уже обіймав посаду краківського підканцлера та з часом став одним із найвизначніших урядників, політиків і дипломатів того часу.
У червні 1318 року брав участь у вічі в Сулеюві, на якому було прийняте рішення надіслати Папі прохання щодо коронації Владислава Локетка. Після її звершення 20 січня 1320 року, Збіґнєв, залишившись на посаді краківського підканцлера, фактично почав репрезентувати Королівство Польське. Уже в березні 1320 року, разом із канцлером великопольським Філіпом і каноніком рудзьким Яном, Збіґнєв був делегований як королівський прокурор на процес проти Тевтонського ордену до Іновроцлава.
На початку 1321 року він згадується у документах як канцлер сєрадзький. На початку 1328 року отримав посаду канцлера краківського. Зберіг свою посаду та вплив після коронації молодого короля Казимира III 1333 року.
1335 року очолив королівське посольство до Тренчина щодо укладання угоди володарями Богемського королівства Яном Люксембурзьким і його сином Карлом. Влітку 1338 року супроводжував короля під час поїздки до Угорщини, де був укладений з Карлом I Робертом договір у Вишеграді про те, що на випадок, якщо б у Казимира не було синів, його спадкоємцем буде небіж — угорський королевич Людовик.
У травні 1350 супроводжував короля під час поїздки до Сулеюва. Останній відомий документ, засвідчений Збіґнєвом, датований початком 1356 року.

### Духовна кар'єра
Між 1318 і 1320 роком Збіґнєв став каноніком краківським. 1322 року отримав посаду архідиякона завихойського. 1323 року став пробстом краківської катедральної капітули, а близько 1351 року став деканом цієї капітули. Близько 1325 року став каноніком влоцлавським.
Помер Збіґнєв 16 грудня 1356 року.

### Родина
Рідним братом Збіґнєва був Ідзі, чашник краківський (1333—1340), також є згадки про його племінників — Клеменса, мечника краківського (1335—1357); Пйотра зі Слупи або Пйотра Куніцького, каштеляна новотарського; Марціна, ловчого краківського, Єжи та Ідзі.